# Umbrina imberbis
Umbrina imberbis är en fiskart som beskrevs av Günther, 1873. Umbrina imberbis ingår i släktet Umbrina och familjen havsgösfiskar. IUCN kategoriserar arten globalt som otillräckligt studerad. Inga underarter finns listade i Catalogue of Life.